# Пуста земља (ТВ филм)
„Пуста земља” је југословенски ТВ филм из 1981. године. Режирао га је Гојко Кастратовић а сценарио је написан по делу Михаила Лалића.

## Улоге
| Глумац          | Улога |
| --------------- | ----- |
| Боро Беговић    |       |
| Зеф Дедивановић |       |
| Драган Гарић    |       |
| Гојко Ковачевић |       |
| Драго Маловић   |       |
| Вељко Мандић    |       |
| Сунчица Тодић   |       |
| Драгица Томаш   |       |
| Петар Томаш     |       |
| Чедо Вукановић  |       |
| Иво Вукчевић    |       |
| Вујовић Жарко   |       |